# Georges Boucheron
Pour les articles homonymes, voir Boucheron (homonymie).
Georges Boucheron, né le 25 décembre 1880 à Paris où il est mort le 2 janvier 1946, est un avocat et homme politique français.

## Biographie
Après des études de droit effectuées en Suisse, puis à Paris, Georges Boucheron s'inscrit au barreau de Paris et devient avocat à la Cour. Il deviendra notamment avocat-conseil de la Fédération du petit et moyen commerce, de la petite et moyenne industrie de la région parisienne, adhérente de la Confédération générale du commerce. En 1914, il s'engage dès le début de la guerre et sera grièvement blessé. De cette expérience sortira un livre de souvenirs militaires, L'Assaut. Il se constitue également un large réseau de soutien au sein des anciens combattants.
En 1923, il préside le club omnisports Vaugirard-Grenelle Sportif.
En 1928, il s'engage en politique en se présentant aux élections législatives dans le 15e arrondissement de Paris sous la bannière des Radicaux unionistes (partisans d'un gouvernement d'Union nationale) de Henry Franklin-Bouillon. Élu, il rejoint le groupe de la Gauche sociale et radicale.
Également proche de Pierre Laval, il est réélu en 1932 et rejoint cette fois le groupe de la Gauche radicale, principale formation parlementaire de la mouvance des Radicaux indépendants.
Battu en mai 1936 par le communiste Charles Michels, il participe avec André Grisoni et André Faillet à la création du "rassemblement anticommuniste" dont l'un des objectifs est "de protéger le pays contre les menaces de révolution, de guerre civile et de guerre étrangère".
Il reprend une activité politique à la Libération en réorganisant les radicaux indépendants au sein du Parti radical indépendant, dont il prend la présidence, assisté notamment d'un autre ancien député de Paris, Lucien Besset. Il s'attache à arrimer le PRI aux nouvelles formations de droite en cours de création mais meurt en 1946.

## Sources
- « Georges Boucheron », dans le Dictionnaire des parlementaires français (1889-1940), sous la direction de Jean Jolly, PUF, 1960 [détail de l’édition]